# Postural kontroll
Postural kontroll omfattar nervsystemets förmåga till reglering av kroppens orientering och stabilitet. Postural orientering betecknar förhållandena mellan olika kroppssegment och till det omgivande rummet, vilka är viktiga för att kunna uppnå en god kroppshållning. Stabilitet åstadkoms när projektionen av 
kroppens samlade massa, dess tyngdpunkt, hamnar innanför stabilitetsgränserna, om detta inte föreligger kommer balansen att påverkas och man riskerar att falla omkull. Alla aktiviteter som en person utför under en dag kräver en viss kontroll av både orientering och stabilitet.

## Sinnen nödvändiga för postural kontroll
Till hjälp för den posturala kontrollen använder centrala nervsystemet (CNS) sensorisk information ifrån tre huvudsakliga sinnen; synen, balanssinnet och känseln. Olika sinnesorgan såsom ögon, vestibularis och somatosensorer förser ständigt CNS med detta. Receptorer tillhörande sinnesorganen är stavar, tappar respektive båggångar och hinnsäckar samt proprioceptorer såsom muskelspolar och Golgis senorgan. I CNS integreras denna samlade information och beslut tas om motoriska svar, det vill säga att rätt muskel skall kopplas in vid rätt tidpunkt och med rätt styrka för att uppnå hållning och balans.

## Postural muskulatur och tonus
Så kallad postural muskulatur används för upprätt stående och denna har normalt en högre tonus (spänningsgrad) än annan muskulatur för att klara uppgiften. Exempel på postural muskulatur är; vadmuskulatur (m. soleus), lårmuskulatur (m. quadriceps), lilla sätesmuskeln (m. gluteus medius), ryggsträckarna (m. erector spinae) och kappmuskeln (m. trapezius pars descendens). Dessa muskler sköts även via posturala reflexer under olika inre och yttre balansstörningar.

## Motoriska strategier (synergier)
I huvudsak syns tre rörelsestrategier under en balansstörning; ankel-, höft- och stegstrategi. Ankelstrategi används vid små balansstörningar och den posturala reaktionen består av rörelser och muskelaktivitet kring ankeln. Är balansstörningen större används rörelser och muskler kring höften för att snabbt flytta tyngdpunkten inom stabilitetsgränserna. Om detta ej fungerar är personen tvungen att ta ett steg. Förmodligen finns varianter på dessa strategier, men det är ändå ett tecken på CNS strävan att förenkla vid behov av snabba motoriska aktiviteter.

## Understödsyta – posturalt svaj
Understödsytan har gränser som utgörs av yttersidorna på fötterna i stående. Ofta kan inte hela understödsytan användas utan endast en del, vilket kallas för stabilitetsgränser. Dessa gränser minskas vid sjukdom och skada samt även med tilltron till balansförmågan. Rädsla för att falla innebär till exempel en större risk för fall. Vid stillastående hamnar projektionen av tyngdpunkten (center of gravity - CoG) innanför stabilitetsgränserna, även om tyngdpunkten hela tiden rör lite på sig, så kallat posturalt svaj.

## Betydelse av lokal muskulatur
Man har funnit att djupt liggande muskulatur (så kallad lokal muskulatur) har en viktig uppgift vid stabiliseringen av leder. Särskilt har forskning kring bålmuskulaturens betydelse för stabilitet undersökts. Där rapporteras också skillnader hos personer som lider av kronisk ryggvärk. Flera populära träningsformer har vuxit fram som fokuserar på att förbättra hållningen såsom Core, Pilates, och Bodybalance. I flera rehabiliteringsprogram efter skador på rörelseorganen ingår träning där förlorade förmågor till stabilitet och balans tränas upp till optimal funktion.

## Mäta postural kontroll
Postural kontroll kan beskrivas genom observationer och enklare tester, men för utvärdering och forskning används mer avancerad teknik såsom kinematik, kinetik och elektromyografi.